# 昆珀納鄉
44°6′46″N 28°33′21″E / 44.11278°N 28.55583°E
昆珀納鄉（羅馬尼亞語：Comuna Cumpăna, Constanța），是羅馬尼亞的鄉份，位於該國西南部，由康斯坦察縣負責管轄，面積51平方公里，海拔高度56米，2007年人口10,588，人口密度每平方公里209人。